# Azraël (engel)
Azraël (Arabisch: عزرائيل, Azra'il of عزرایل, Azra'eil, "Wie God helpt") is in de islamitische overlevering de naam van de "engel van de dood" (Malak al-Maut) die in de Koran voorkomt. Veel van wat over hem wordt gedacht, maakt geen onderdeel uit van de officiële geloofsleer, maar stamt uit legendes of volksgeloof. Zo zou Azraël de ziel van het lichaam scheiden en zo de dood veroorzaken. Hij handelt niet zelfstandig, maar altijd in opdracht van Allah. Ook wordt van hem gezegd dat hij de namen van pasgeborenen opschrijft en die van de gestorvenen weer doorstreept.

## Niet-islamitische tradities
In sommige overleveringen in het sikhisme en het judaïsme komt deze engel ook voor. Soms wordt gedacht dat hij een van de engelen is die de doden in de hel zouden straffen.
Hoewel sommige bronnen speculeren over een verband tussen Azraël en de menselijke priester Ezra, wordt hij meestal afgebeeld als een aartsengel, waarvan de geschiedenis ver teruggaat. In de joodse mystiek wordt hij gezien als de belichaming van het kwaad, niet per se kwaad of specifiek het kwaad zelf. Azraël wordt soms afgeschilderd in de "Derde Hemel". In een van zijn vormen heeft hij vier gezichten en vierduizend vleugels en zijn hele lichaam bestaat uit ogen en tongen, in totaal komt dit overeen met het aantal mensen dat de aarde bewoont. Hij zal de laatste zijn die sterft; in een groot boek schrijft hij de namen van de pasgeborenen en wist hij de namen van de doden.
Michaël · Gabriël · Rafaël · Uriël · Azraël 